# Aphaenogaster rhaphidiiceps
Aphaenogaster rhaphidiiceps är en myrart som först beskrevs av Mayr 1877.  Aphaenogaster rhaphidiiceps ingår i släktet Aphaenogaster och familjen myror. Inga underarter finns listade i Catalogue of Life.